# Pesca & Cia
Pesca & Companhia foi um programa de pesca exibido nas manhãs de domingo pelo SBT, Rede Bandeirantes, Record e Rede 21 nas décadas de 1990 e 2000. Apresentava a pesca desportiva de diversos peixes. Foi apresentado pelos pescadores profissionais Rubens de Almeida Prado (o "Rubinho"), Gustavo dos Reis Filho (o "Gugu"), Marcos Conceição, Nelson Nakamura, Pepe Mélega, Lester Scalon e Luis Claudio Pacheco (Lusca)

## Pioneirismo e polêmicas
O programa é tido como pioneiro por ser o primeiro a apresentar a pesca desportiva na televisão. Em 1996, a bióloga Sônia Fonseca, então diretora da seção São Paulo da UIPA (União Internacional Protetora dos Animais) manifestou-se contra o programa por abordar a pescaria como forma de entretenimento mesmo não havendo indícios de malefício aos animais capturados.
Carlos Fernando Fisher, chefe do Departamento de Pesca do Ibama (Instituto Brasileiro do Meio Ambiente e dos Recursos Naturais) não posicionou-se contra o programa e nem a pesca desportiva, porém deixou claro que o IBAMA iria estudar a questão através de pesquisas sobre a pesca desportiva e os seus impactos ambientais.

Vários profissionais da televisão e biólogos favoráveis a pesca desportiva manifestaram-se favoravelmente ao programa. O programa deu origem vários outros do gênero.